# Naryn (província)

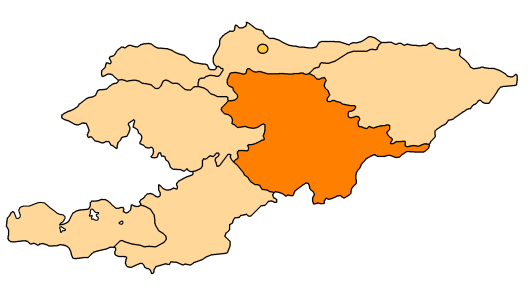
Localização da província de Naryn no Quirguistão.

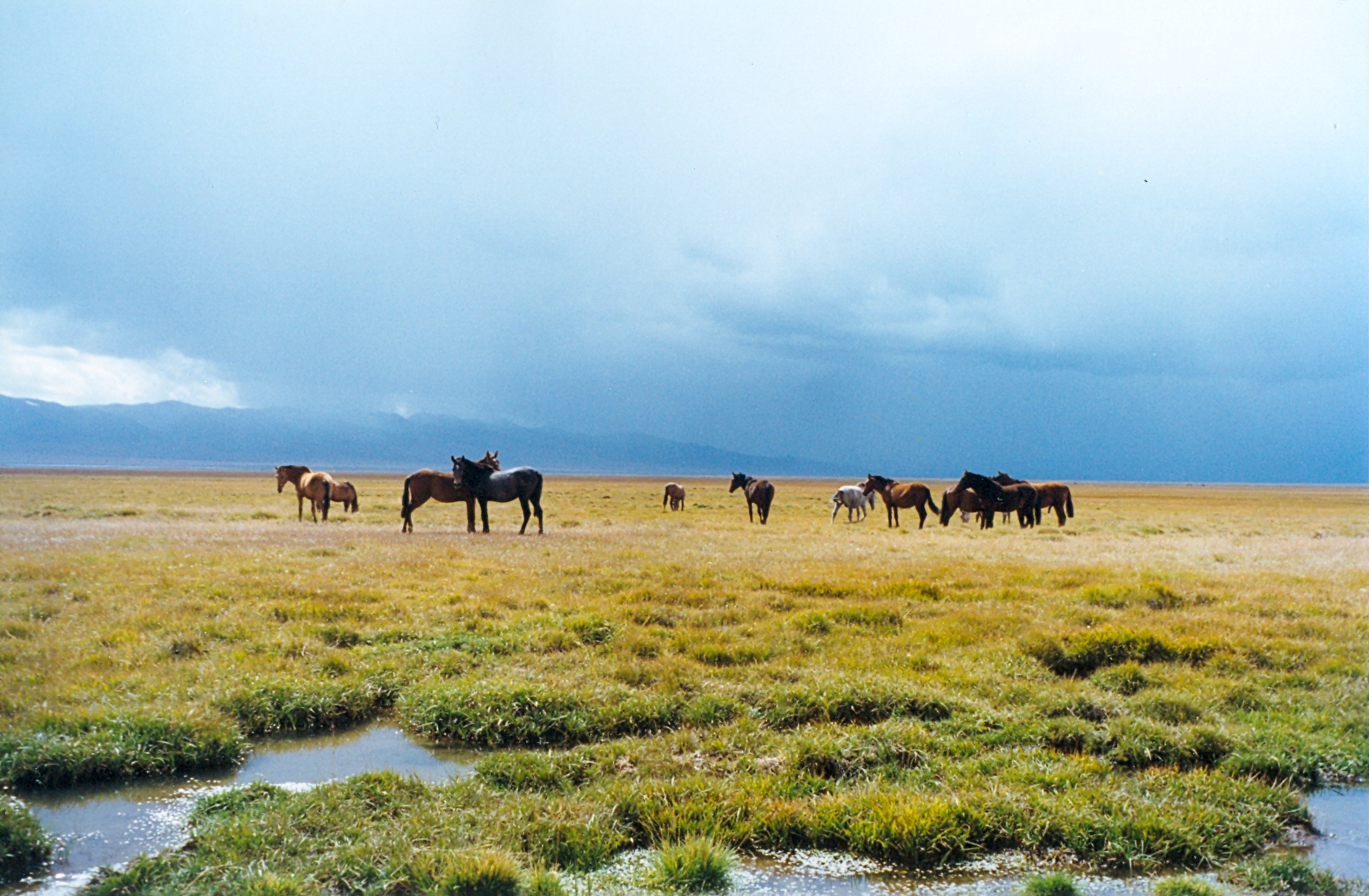
Cavalos pastando próximo do lago Son-Kul.

A província de Naryn (Нарын областы, quirguiz) é uma das sete províncias do Quirguistão. Possui uma área de 45.200 km² e população de 269.700 habitantes (2005). Sua capital é Naryn.
Ela é conhecida como sendo o local do Passo Torugart, na fronteira com a China. Os lagos Son-Kul e Chatyr-Kul também estão localizados na província.

## Distritos
A província é dividida em cinco distritos (raions):
| Distrito     | Capital  |
| ------------ | -------- |
| Ak-Talaa     | Baetov   |
| At-Bashi     | At-Bashi |
| Jumgal       | Chaek    |
| Kochkor      | Kochkor  |
| Tyran'-Shan' | Naryn    |